# Circolo San Pietro
Il Circolo S. Pietro è un'associazione pubblica di fedeli della Diocesi di Roma,  iscritta al nº 1 del Registro delle Associazioni di Volontariato dello Stato della Città del Vaticano .
Il Circolo S. Pietro è un'Istituzione che dipende dalla Santa Sede, attraverso servizi nella Diocesi di Roma e a supporto della Prefettura della Casa Pontificia. Inoltre, si occupa della raccolta, nella Diocesi di Roma, dell'Obolo di San Pietro, che consegna direttamente alla persona del Santo Padre in occasione di una udienza annuale concessa ai Soci. Infine, adoperandosi primariamente per la carità, il Circolo è stato soprannominato dallo stesso Santo Padre la "Longa manus del Papa".

## Storia
Il Circolo S. Pietro è stato fondato il 28 aprile 1869 nel Palazzo Lancellotti in via dei Coronari da un gruppo di giovani della borghesia e della nobiltà romana che, guidati da Domenico Maria Jacobini e Paolo Mencacci, volevano testimoniare con attività pratiche l'attaccamento alla Chiesa e al Papa in un momento, quello del Risorgimento, tanto delicato per le relazioni tra Italia e Stato Pontificio.
Messo a conoscenza dell'iniziativa, Pio IX ricevette in udienza privata i giovani, che esposero al Pontefice l'intenzione del sodalizio di sostenere il Magistero della Chiesa attraverso la carità e la presenza attiva nei dibattiti politici e culturali. Pio IX incoraggiò l'operato dei soci fondatori, spronandoli ad intraprendere il cammino della carità. Nel 1877 lo stesso Pio IX donò al sodalizio le "pentole degli Zuavi" in modo che si potesse dare pratica attuazione alle mense dei poveri, divenute poi celebri come "cucine economiche".
Da allora, il Circolo S. Pietro si è posto con continuità al servizio dei bisognosi. Suoi scopi sono la formazione spirituale e morale dei soci, la promozione di orientamenti di vita cristiana e l'impegno di apostolato nei vari campi della vita sociale. Il motto del Circolo è “Preghiera, Azione, Sacrifizio”. Sin dalla sua fondazione, hanno fatto parte del Circolo personalità di rilievo del panorama culturale, politico, aristocratico ed ecclesiastico romano. Prima di salire al soglio pontificio, i papi Benedetto XV, Pio XI, Pio XII e Paolo VI furono soci del Circolo. Attualmente il Presidente del Circolo è Niccolò Sacchetti e l'Assistente Ecclesiastico è Mons. Franco Camaldo.
Nel 1919, nel 1969 e nel 2019 sono stati celebrati il cinquantesimo, centesimo e centocinquantesimo anniversario della fondazione, sotto le presidenze rispettivamente di Paolo Croci, Urbano Cioccetti e Leopoldo Torlonia. Il 18 marzo 2019, in occasione delle celebrazioni del centocinquantesimo anniversario, la Presidenza della Repubblica ha conferito al Circolo la Medaglia d'oro al merito civile. Queste le motivazioni, pubblicate sul sito del Quirinale: "Luminosa e straordinaria testimonianza di solidarietà sociale, ispirata ai più alti valori di carità cristiana che l’Ente, nel corso di 150 anni di storia, ha saputo efficacemente dimostrare, divenendo un sicuro punto di riferimento nella Città di Roma. Innumerevoli sono le opere di beneficenza, sostentamento, assistenza, anche sanitaria, accoglienza in favore delle persone più povere e bisognose, nonché delle famiglie dei piccoli pazienti dell’Ospedale pediatrico “Bambino Gesù”, assicurando, altresì, con encomiabile impegno la partecipazione alle attività caritative della Santa Sede. Mirabile esempio di straordinarie virtù civiche, morali e spirituali, orientate all’esaltazione dell’amore per il prossimo e alla difesa della dignità umana. 1869/2019 – Roma". Queste furono le dichiarazioni rilasciate dal Presidente Leopoldo Torlonia in tale occasione: "È con profonda riconoscenza che accogliamo la Medaglia d'oro al merito civile, un'onorificenza che suggella degnamente l'attività caritativa svolta nella città di Roma da 150 anni, tenendo viva, giorno dopo giorno, la vocazione a stare dalla parte dei deboli, degli esclusi, di chi sperimenta situazioni di povertà materiale e spirituale. L'augurio per il conferimento di questa onorificenza, per cui ringrazio il Presidente Sergio Mattarella, è che funga da ulteriore stimolo per i soci a rimanere sempre all'altezza di un servizio prestato a nome e per conto del Santo Padre".

## Sede
Negli anni della sua attività, il Circolo S. Pietro ha avuto in tutto undici sedi, la prima delle quali al secondo piano di Palazzo Lancellotti ai Coronari. In fasi successive, si spostò in Via della Scrofa e presso il Palazzo Sant'Apollinare. La sede del Circolo è attualmente è in Palazzo San Calisto (Piazza S. Calisto 16, zona extraterritoriale dello Stato della Città del Vaticano).

## Attività
Il Circolo S. Pietro, che conta circa 450 soci, svolge le sue opere attraverso commissioni e sezioni, ognuna delle quali è preposta allo svolgimento di un compito specifico.
Tra le opere umanitarie di maggior rilievo si annoverano le cucine economiche e gli asili notturni per persone senza fissa dimora, l'Hospice Sacro Cuore per le cure palliative, due case-famiglia, una intitolata a San Giovanni Paolo II e l’altra a San Paolo VI, per l’accoglienza delle famiglie dei bambini ricoverati presso l’Ospedale Pediatrico del Bambino Gesù, un centro polifunzionale che fornisce assistenza di carattere psicologico, giuridico ed amministrativo, la raccolta dell'Obolo di San Pietro nella Diocesi di Roma, le raccolte fondi di beneficenza, il sostegno alle attività della Associazione Italiana Sindrome di Williams, la collaborazione con le attività benefiche della delegazione romana dell'Ordine di Malta, e l'assistenza al St. Mary’s Hospital Lacor di Gulu (Uganda). Diverse decine di migliaia sono le persone assistite dal Circolo ogni anno.
Dal 1936 è affidata al Circolo S. Pietro la Chiesa di Santa Maria della Pietà al Colosseo, situata proprio all'interno del Colosseo. Il Circolo S. Pietro si occupa inoltre dal 1888 del servizio d'onore al Pontefice attraverso l'accoglienza dei fedeli, dei pellegrini, delle personalità e delle autorità che partecipano alle celebrazioni liturgiche presiedute dal Papa nelle Basiliche Papali.